# Scalfaro democristiano anomalo. Uno schiaffo ai pregiudizi
Scalfaro democristiano anomalo. Uno schiaffo ai pregiudizi è un saggio di Guido Dell'Aquila pubblicato da Passigli Editori nel 2018 in occasione del centenario della nascita di Oscar Luigi Scalfaro.

## I Capitoli
L'autore suddivide la biografia umana e politica del nono Presidente della repubblica Italiana in quattro capitoli. Dalla nascita, avvenuta a Novara il 9 settembre del 1918, quando era ancora in corso la Prima Guerra Mondiale, all'elezione all'Assemblea Costituente il 2 giugno 1946 (il Primo Capitolo). Dall'elezione in Parlamento all'elezione alla presidenza della Repubblica il 25 maggio 1992 (il Secondo). Gli anni del Settennato concluso il 15 maggio 1999 (il Terzo). Gli anni delle ultime battaglie politiche fino alla morte avvenuta il 29 gennaio 2012 (il Quarto).

## Gli episodi salienti
Gli episodi di vita personale di Scalfaro hanno attraversato quasi un secolo di Storia Italiana, spesso intrecciandosi e sovrapponendosi a essa. L'autore li ripercorre con precisione e puntualità. Gli studi elementari presso le suore Giuseppine. Gli insegnamenti ricevuti al liceo Carlo Alberto da docenti sia laici sia religiosi. Gli studi di giurisprudenza presso l'Università Cattolica. Il concorso in magistratura. Il matrimonio con la giovanissima Mariannuzza Inzitari (morta in conseguenza del parto pochi giorni dopo la nascita della figlia Marianna). La lotta di Liberazione dal nazifascismo. L'impegno per evitare gli eccessi e le vendette dei vincitori nell'immediato dopoguerra. La scrittura della Costituzione. Gli incarichi di ministro e di dirigente democristiano. L'elezione alle massime cariche istituzionali (presidente della Camera, presidente della Repubblica, presidente dell'Assemblea del Senato nella seduta inaugurale della XIV legislatura). La lotta alla mafia e al terrorismo. Il rapimento Moro. I difficili rapporti con Francesco Cossiga. L'anticomunismo intransigente. La caduta del muro di Berlino. Gli scontri con Silvio Berlusconi. La crisi finanziaria e monetaria e la Tangentopoli politica. La battaglia per il No al referendum costituzionale del 2006. La morte nella casa di via Serafini a Roma.

## Quattro falsi misteri
Il volume si conclude con quattro approfondimenti di altrettanti episodi che hanno condizionato in vita l'immagine di Scalfaro agli occhi dell'opinione pubblica. L'autore li ripercorre con lo stile del cronista di razza. Date, fatti, testimonianze e poco spazio ai commenti, comunque sempre ancorati ai documenti. In questo modo viene svelato il falso mistero dello schiaffo che Scalfaro avrebbe dato (secondo una leggenda metropolitana durata decenni) a una signora discinta in un ristorante romano nel 1950 (la discussione ci fu, nessuno schiaffo però fu mai dato, né la signora protagonista del diverbio verbale ha mai dichiarato o denunciato di averlo ricevuto).  Analogamente viene documentato che Scalfaro come pubblico ministero, nell'immediato dopoguerra, chiese una sola condanna a morte nei confronti di un imputato accusato di un crimine gravissimo (il condannato fu poi graziato) e non ebbe alcun ruolo nel processo alla banda di repubblichini capeggiata da Enrico Vezzalini che invece fu condannata e giustiziata a Novara nel 1945. L'autore ricostruisce infine con dovizia di particolari altre due vicende che hanno fortemente condizionato l'immagine di Scalfaro in anni più recenti: la vicenda dei soldi del Sisde ai ministri degli interni( si trattava  in realtà non di tangenti ma di soldi previsti da una legge dello Stato per utilizzi finalizzati alla sicurezza nazionale) e la vicenda del cosiddetto ribaltone che secondo le accuse di Silvio Berlusconi avrebbe visto Scalfaro dirigere le operazioni dal Quirinale. Anche su quest'ultimo episodio l'autore dati alla mano scopre una realtà completamente diversa.

## Le presentazioni
Il volume è stato presentato in pubblico a Novara, Firenze, Milano, Napoli e Roma; nelle trasmissioni televisive "diMartedì" (La7), Linea Notte (Raitre), Tg2 e TG Rainews24; al Giornale Radio Rai.